# Силле
Силле (тур. Sille, греч. Σύλλη) — небольшой посёлок, расположенный в районе Селчуклу ила Конья в 8 километрах к северо-западу от города Конья, Турция. Связан с последней автодорогой.

## История
Во время многовекового турецко-османского периода 1071—1924 годы посёлок Силле был один из немногих сохранившихся очагов греко-православной культуры во внутренних регионах Малой Азии. Согласно легенде, сельджукские власти выделили земли в районе Силле для проживания греческих мастеров, помогавших восстанавливать разрушенный в ходе средневековых войн Иконий (тур. Конья). Впрочем, автохтонное греческое население, возможно, сохранилось в небольшом периферийном посёлке с византийских времён, а его быстрая ассимиляция в самой Конье объяснялась более интенсивными процессами тюркизации в столичной среде, когда город был столицей Румского султаната. Примечательно что все остальные анклавы грекоязычного населения (Фараса, деревни близ Кесарии-Кайсери) были расположены к востоку от Коньи, на значительном удалении от Силле. В начале XX века в городке проживало не менее 18 000 человек, большинство из которых составляли греки-христиане, хотя здесь жили также тюркоязычные христиане (караманлиды), о чём свидетельствует надпись при входе в местную церковь (ныне реставрируется как музей), а также некоторое количество тюркоязычных мусульман. Местный каппадокийский диалект греческого языка стал предметом изучения учёных-лингвистов в 1916 году. Однако уже в 1924 году всё христианское население города было депортировано в Грецию в ходе принудительного обмена населением между двумя странами и посёлок до сих пор не восстановил свою былую численность, несмотря на естественный прирост оставшихся турок-мусульман. В настоящее время в посёлке проживает около 3500 человек.